# Rūdninkų viržynai
Rūdninkų viržynai este o arie protejată (arie specială de conservare — SAC, sit de importanță comunitară — SCI) din Lituania întinsă pe o suprafață de 841 ha, integral pe uscat.

## Localizare
Centrul sitului Rūdninkų viržynai este situat la coordonatele 54°23′15″N 25°05′16″E / 54.3875°N 25.0878°E.

## Înființare
Situl Rūdninkų viržynai a fost declarat sit de importanță comunitară în martie 2009 pentru a proteja 1 specie de plante. Situl a fost protejat și ca arie specială de conservare în martie 2021.

## Biodiversitate
Situată în ecoregiunea boreală, aria protejată conține 6 habitate naturale: Vegetație psamofilă uscată cu pășuni deschise de Corynephorus și Agrostis, Pajiști uscate europene, Taiga vestică, Mlaștini împădurite, Păduri aluvionare cu Alnus glutinosa și Fraxinus excelsior (Alno-Padion, Alnion incanae, Salicion albae), Păduri central-europene de pin scoțian cu licheni.
La baza desemnării sitului se află o specie protejată de  plante: dedițelul (Pulsatilla patens).
Pe lângă speciile protejate, pe teritoriul sitului au mai fost identificate 4 specii de plante, 7 specii de păsări, 3 specii de nevertebrate.